# Ruslan Solyanyk
Ruslan Solyanyk (en ucraniano: Руслан Соляник; Poltava, RSS de Ucrania; 8 de agosto de 1984 – 26 de diciembre de 2024) fue un futbolista ucraniano que jugó en las posiciones de defensa y centrocampista.

## Equipos
| Periodo   | Club                    | Apariciones | Goles |
| --------- | ----------------------- | ----------- | ----- |
| 2002      | FC Metalurh-2 Donetsk   | 7           | 0     |
| 2003      | FC Lokomotiv Moscow     | 0           | 0     |
| 2004–2005 | FC Vorskla Poltava      | 18          | 0     |
| 2005      | FC Kryvbas Kryvyi Rih   | 0           | 0     |
| 2005      | FC Kryvbas-2 Kryvyi Rih | 9           | 2     |
| 2006–2007 | SC Tavriya Simferopol   | 13          | 0     |
| 2007–2009 | FC llychivets Mariupol  | 42          | 1     |
| 2009      | FC Oleksandriya         | 5           | 0     |
| 2010      | FC Zhetysu              | 18          | 0     |
| 2011      | FC Chornomorets Odesa   | 4           | 0     |
| 2012      | MFC Mykolaiv            | 4           | 0     |
| 2013      | FC Kremin Kremenchuk    | 3           | 0     |
| 2013–2014 | FC Tytan Armiansk       | 21          | 0     |
| 2015      | FC Inhulets Petrove     | 12          | 0     |
| 2016      | FC Myr Hornostayivka    | 9           | 0     |

## Logros
- Primera Liga de Ucrania (1): 2007/08